# Stora Örtjärnen (Mo socken, Hälsingland)
Stora Örtjärnen är en sjö i Söderhamns kommun i Hälsingland och ingår i Norralaån-Ljusnans kustområde. Sjön är 4 meter djup, har en yta på 0,177 kvadratkilometer och befinner sig 119,2 meter över havet. Sjön avvattnas av vattendraget Söderhamnsån (Söderalaån).

## Delavrinningsområde
Stora Örtjärnen ingår i det delavrinningsområde (679655-156407) som SMHI kallar för Ovan 679664-156508. Medelhöjden är 60 meter över havet och ytan är 43,72 kvadratkilometer. Det finns inga avrinningsområden uppströms utan avrinningsområdet är högsta punkten. Avrinningsområdets utflöde Söderhamnsån (Söderalaån) mynnar i havet. Avrinningsområdet består mestadels av skog (63 procent) och jordbruk (20 procent). Avrinningsområdet har 0,18 kvadratkilometer vattenytor vilket ger det en sjöprocent på 0,4 procent. Bebyggelsen i området täcker en yta av 2,2 kvadratkilometer eller 5 procent av avrinningsområdet.